# Tomasz Sobczak (aktor)
Tomasz Sobczak (ur. 18 sierpnia 1973 w Kaliszu) – polski aktor teatralny, telewizyjny i filmowy, reżyser teatralny.

## Życiorys
W 1994 roku zadebiutował w przedstawieniu Hansa Christiana Andersena Królowa Śniegu w podwójnej roli Kaczeńca i Diabła na profesjonalnej scenie w Centrum Sztuki przy Teatrze Dramatycznym w Legnicy, z którym był związany do 2000 roku kiedy zdał pomyślnie egzamin eksternistyczny aktorski. Występował także w teatrach: im. Heleny Modrzejewskiej w Legnicy (1999–2004), Centrum Kultury Teatr w Grudziądzu (2000–2001), im. Wojciecha Bogusławskiego w Kaliszu (2002), Grupa Artystyczna Ad Spectotores we Wrocławiu (2004) i Łaźnia Nowa w Krakowie (2006–2007).
Po gościnnym występie w telenoweli TVP1 Plebania (2001), trafił na duży ekran w gorzkiej komedii Marka Koterskiego Dzień świra (2002) oraz niezależnym filmie sensacyjnym Konrada Niewolskiego D.I.L. (2002) z udziałem Jana Machulskiego. Następnie można go było oglądać w serialach: TVP2 Egzamin z życia (2007) w roli prezesa fundacji, która niesie pomoc rodzinom porwanym w Iraku i jest zamieszany w ciemne interesy, TVP1 Glina (2007, 2008) jako szef gangu narkotykowego, który traci jednak ludzi i w wyniku przestępczych porachunków władza zaczyna wymykać mu się z rąk oraz TVN 39 i pół (2008) w roli perkusisty, ojca nastoletniej Marty, dziewczyny Patryka (Alan Andersz). Brał udział w 9 edycji programu Taniec z gwiazdami, gdzie zajął 11 miejsce, odpadając w 2 odcinku. Jego partnerką była Katarzyna Krupa.
W serialu TV4 Gabinet nr 5 (2019) grał aroganckiego, ironicznego i bezczelnego lekarza Adama Domańskiego. W 2020 dołączył do obsady serialu M jak miłość jako Jacek Kotowski, pierwszy ukochany Marii Rogowskiej (Małgorzata Pieńkowska).
Użycza głosu ulubionym bohaterom młodzieżowej serii książek Zwiadowcy oraz Drużyna pióra Johna Flanagana, czytając je dla audioteka.pl.

## Filmografia

### Filmy
- 2002: D.I.L. jako Baton
- 2002: Dzień świra jako ‘Kochany’ piłkarz
- 2006: Śmierć rotmistrza Pileckiego (TV) jako Ryszard Jamontt-Krzywicki
- 2007: Pomiędzy (film krótkometrażowy)
- 2009: Generał – zamach na Gibraltarze jako Jan Gralewski
- 2011: Rock’n’Ball
- 2011: Mój biegun jako lekarz
- 2012: Zasady gry (film krótkometrażowy) jako trener
- 2012: Hans Kloss. Stawka większa niż śmierć jako oficer
- 2012: Igor i podróż żurawi (Igor & the Cranes’ Journey) jako Peter
- 2013: Kamczatka jako Stacho
- 2013: Tajemnica Westerplatte jako Władysław Deik
- 2013: Mój biegun jako lekarz
- 2014: Wybraniec jako profesor
- 2014: Chce mi się pić (film krótkometrażowy) jako ojciec
- 2015: Król życia jako przyjaciel Edwarda
- 2016: Niewinne jako żołnierz rosyjski
- 2017: PolandJa jako mąż
- 2017: Wiem (film krótkometrażowy) jako Tomek
- 2021: Skażenie wesillia 2 (Скажене весілля 2) jako Jurij
- 2021: Szczedryk jako Isaak Herszkowicz
- 2021: Dziewczyny z Dubaju jako Dymitri

### Seriale TV
- 2001: Plebania jako Robert
- 2002: Wiedźmin jako Wiedźmin w Kaen Morchen (odc. 2)
- 2003: Zaginiona
- 2004: Czwarta władza
- 2005: Kryminalni jako lekarz (odc. 16)
- 2005: Bulionerzy jako „Kukuła”
- 2006: M jak miłość jako pracownik Leroy-Merlin
- 2006: M jak miłość jako pracownik hurtowni
- 2006: Królowie śródmieścia jako Jerry
- 2006: Fala zbrodni jako Wojciech Mrowiński „Mrówa” (odc. 50)
- 2006–2007: Kopciuszek jako recepcjonista w schronisku
- 2007: Egzamin z życia jako Robert Kalten, przedstawiciel fundacji
- 2007: Pierwsza miłość jako Radosław, były technik policyjny, potem oszust i rzekomy porywacz Marysi Radosz
- 2007: Samo życie jako człowiek „Sandała” chroniący dom należący do Kacpra Szpunara
- 2007: Daleko od noszy jako pacjent
- 2007: Biuro kryminalne
- 2007–2008: Glina jako Karol Śliwa „Carlos”
- 2008: Pitbull jako policjant
- 2008: Generał jako Jan Gralewski
- 2008: Egzamin z życia jako Robert Kalten, przedstawiciel fundacji
- 2008: 39 i pół jako Mirek, ojciec Marty
- 2009: Naznaczony jako policjant (odc. 2)
- 2009–2010, 2013–2014, 2017: Barwy szczęścia jako Olgierd Śliwiński
- 2009, od 2013: Blondynka jako „Cygan”, pracownik leśny
- 2010: Usta usta jako Marcin, szef Julii (odc. 10)
- 2010: 1920. Wojna i miłość jako podporucznik Kazimierczak (odc. 5)
- 2011: Komisarz Alex jako Graś (odc. 13)
- 2011: Linia życia  jako Ernest Krupa, ojciec Kamila
- 2012: Na krawędzi jako cyngiel „Cichego” (odc. 4 i 5)
- 2012: Prawo Agaty jako Oskar Warecki (odc. 1)
- 2012: M jak miłość jako Przemek
- 2013: To nie koniec świata jako Emil (odc. 7)
- 2013: Pierwsza miłość jako Julian Iwanowski
- 2014: Lekarze jako Rafał Dobosz (odc. 57)
- 2015: Dziewczyny ze Lwowa jako urzędnik Państwowej Inspekcji Pracy (odc. 6)
- 2015: Pakt jako Adrian Bogusz
- 2015: Powiedz tak! jako Jan Kępczyński
- 2015: Krew z krwi 2 jako inspektor Robert Kłos
- 2015–2016: Singielka jako Jacek Wardocha
- 2016: Dwoje we troje jako Łukasz, klient banku (odc. 43)
- 2016: Na dobre i na złe jako Radosław, ojciec Magdy (odc. 626)
- 2017: Diagnoza jako policjant Rydel (odc. 1)
- 2017: Lekarze na start jako doktor Michał Zamojski
- 2017: Ojciec Mateusz jako Wojciech „Łapa” Liczak (odc. 217)
- 2017: Ultraviolet (serial telewizyjny) jako redaktor Paweł Stanek (odc. 6)
- 2018: W rytmie serca jako bandyta raniący Edwarda
- 2018: Komisarz Alex jako profesor Wydacki (odc. 133)
- 2018: Drogi wolności jako Wincenty Witos (odc. 3)
- 2018: Chyłka. Zaginięcie jako patomorfolog (odc. 4)
- 2019: Ślad jako Michał Lebień (odc. 36)
- 2019: O mnie się nie martw (serial telewizyjny) jako pisarz Eryk Zawiejski (odc. 124)
- 2019: Gabinet nr 5 jako lekarz Adam Domański
- 2020: Przyjaciółki (serial telewizyjny 2012) jako opiekun Tymka (odc. 171-173, 179)
- 2020: Ojciec Mateusz jako Bartek Skalski, wydawca Dominiki Berger (odc. 310)
- 2020: Mały zgon jako Aleksiej (odc. 3)
- od 2020: Sprawiedliwi – Wydział Kryminalny jako lekarz Piotr Głowacki
- od 2020: M jak miłość jako Jacek Kotowski (od odc. 1543)
- od 2021: Pierwsza miłość jako Szczepan, kaskader
- 2021: Erynie jako profesor Kulczyński (odc. 4)
- 2021: Cień jako Koniecpolski (odc. 2)
- 2022: Lulu jako ginekolog (odc. 9)
- 2022: Komisarz Alex jako Daniel Barski, dyrektor domu opieki (odc. 208)
- 2022: Erynie jako profesor Kulczyński (odc. 9)
- 2023: Lokatorka III jako deweloper Łukasz Dybut (odc. 1,4)
- 2023: 48h. Zaginieni jako narzeczony (odc. 181)
- 2024: Na dobre i na złe jako Leopold (odc. 913)
- 2024: Matylda jako kapitan żandarmerii (odc. 11)
- 2024: Malanowski. Nowe rozdanie (odc. 23)
- od 2024: Korona królów. Jagiellonowie jako Paul von Rusdorf, wielki mistrz krzyżacki
- 2024: Czarne stokrotki jako Szolc, ojciec Tymka

Źródło: Filmpolski.pl.